# Электрифицированная линия Табор — Бехине
Электрифицированная линия Табор — Бехине — железнодорожная линия, электрифицированная на постоянном токе (1500 В) между городами Табор и Бехине.

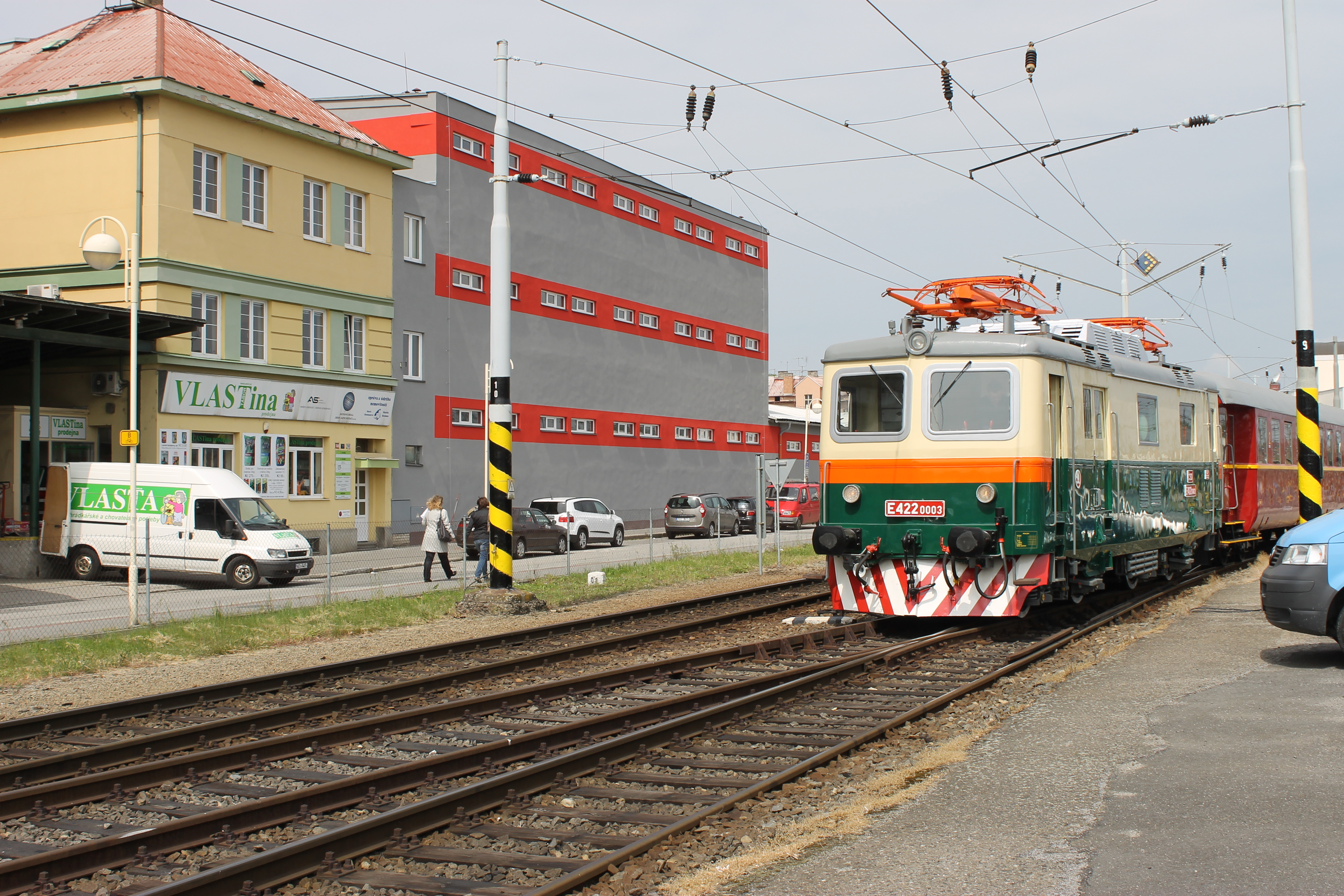
Электровоз серии 100 на станции Табор

Железнодорожная линия, действующая с 20 июня 1903 года. Протяжённость линии 24 км. Ширина колеи — 1435 мм (Европейская колея).
Это была первая железная дорога в Чехии, на которой произведена электрификация, а также первая железная дорогая в Центральной Европе, которая с самого начала была построена и использовалась как электрическая. 
29 декабря 1900 года было получено разрешено для проектирования трассы дороги. 4 сентября 1901 года было выдано разрешение на строительство. 19 апреля 1902 года была предоставлена концессия на строительство и эксплуатацию железной дороги со сроком ввода в эксплуатацию до конца 1904 года, однако Губернский комитет сократил срок до 1 июня 1903 года. 
Созданием дороги занималась компания  Франтишека Кршижика. Строительство нижнего и верхнего строения пути осуществляла фирма J. Kubíček с Королевских Виноград, стальные конструкции поставила компания братьев Прашил из Либно (ныне район Праги).
Опробование дороги состоялся 1 июня 1903 года. А 10 июня 1903 года состоялось испытание под нагрузкой железнодорожного моста в Таборе.
Наибольший уклон пути составлял 41 тысячную (‰) хотя концессия предусматривала максимальный уклон в 35 тысячных. Наименьший радиус кривой составлял 125 метров, при требованиях не менее 180 метров. Скорость движения была установлена в 25 км/час, с ограничением в кривых до 15 км/час. Время в пути между городами составляло 68-75 минут.
Первоначально дорога в Бехине заканчивалась на левом берегу Лужниц. В 1928 году, после открытия моста Бехине, его расширили до города, в результате чего длина линии увеличилась с 23 до 24 километров. Первоначально люди приезжали в Бехине на старую железнодорожную станцию в тупик, но с 15 мая 1929 года была введена в эксплуатацию арка для нового направления, и часть линии, ведущей к старой железнодорожной станции, была заменена на разъезд, связанный с собственным путем в сторону Бехине.
Система электроснабжения была разработана конструкторами Кржижиком, Листом и Розой. Первоначальная система была трехпроводной, с напряжением 2 × 700 В постоянного тока, со средним проводом, являющимся рельсом, а над рельсами проложены два воздушных провода с противоположными полюсами питания на расстоянии 1,2 метра друг от друга. Воздушные провода подвешивались зажимами на амберитовых изоляторах на проволочных свесах между деревянными опорами, простые и ненатянутые. Продольное расстояние между подвесами составляло от 16 до 20 метров. Трехпроводные системы питания постоянного тока, но с более низким напряжением, в то время уже были в Оломоуце и Братиславе.
Электроэнергия вырабатывалась электростанцией в Таборе (расположенной недалеко от Лужнице в 1,2 км от начала линии) с использованием 3 динамо-машин с паровыми двигателями. Также эта электростанция обеспечивала энергией уличное освещение города Табор, которое было установлено в то же время. Ближайшая половина линии питалась напрямую; в начале второго участка недалеко от Малшиц от электростанции была проведена отдельная двухполюсная линия, но в 1914 году она была разобрана из-за нехватки материалов во время войны.
В 1929 году Таборская электростанция была подключена к общенациональной распределительной сети.
В 1938 году при реконструкции электроснабжение было изменено на двухпроводное с напряжением 1500 В и контактная сеть стала опираться на стальные опоры.
Подвижной состав дороги изначально состоял из двух электровозов смиховской компании Ringhofferovy závody. Третий электровоз поступил на дорогу в 1905 году, четвёртый в 1908 году. 